# Schloss Ballenstedt

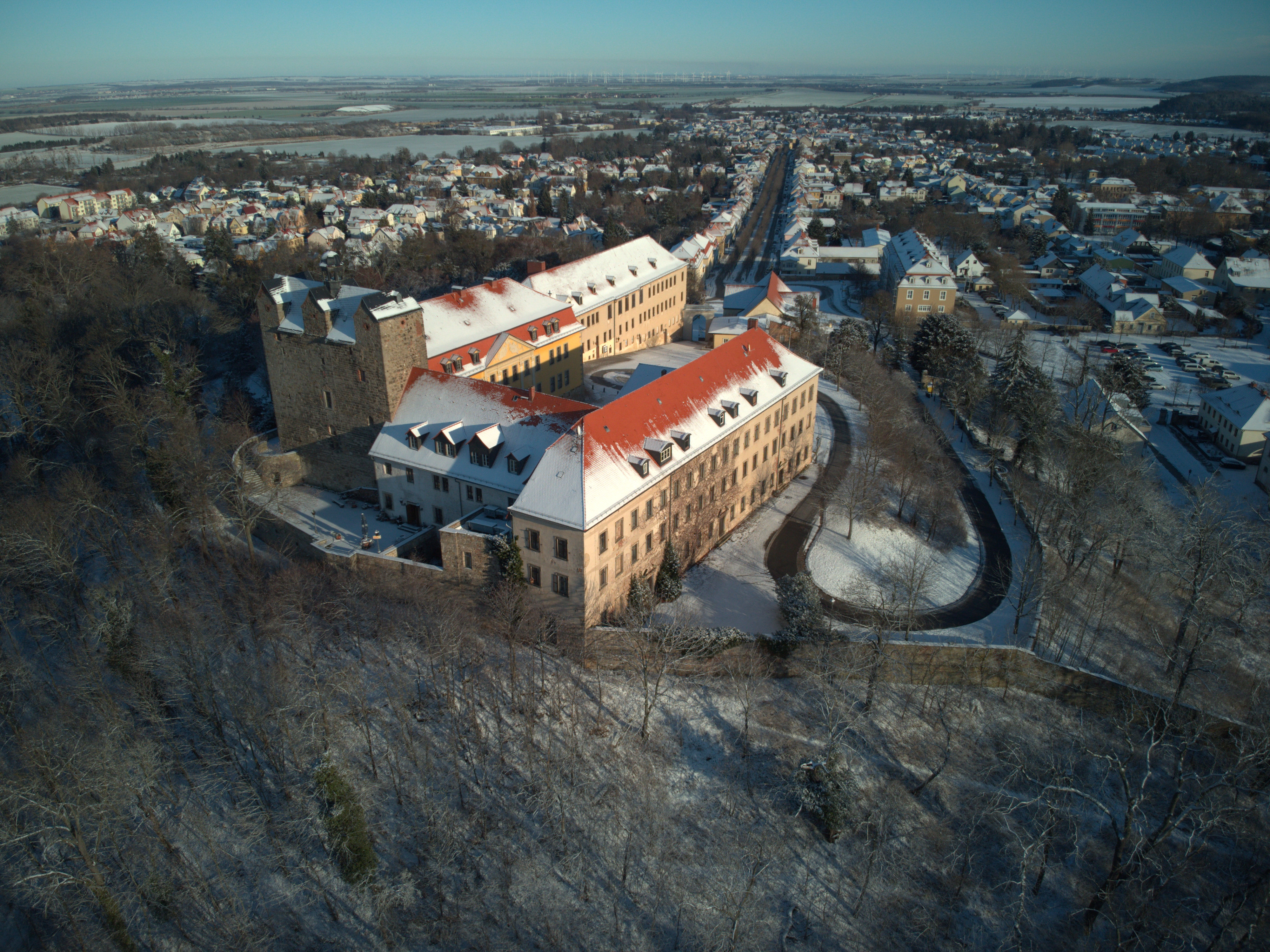
Schloss Ballenstedt im Luftbild aus westlicher Richtung

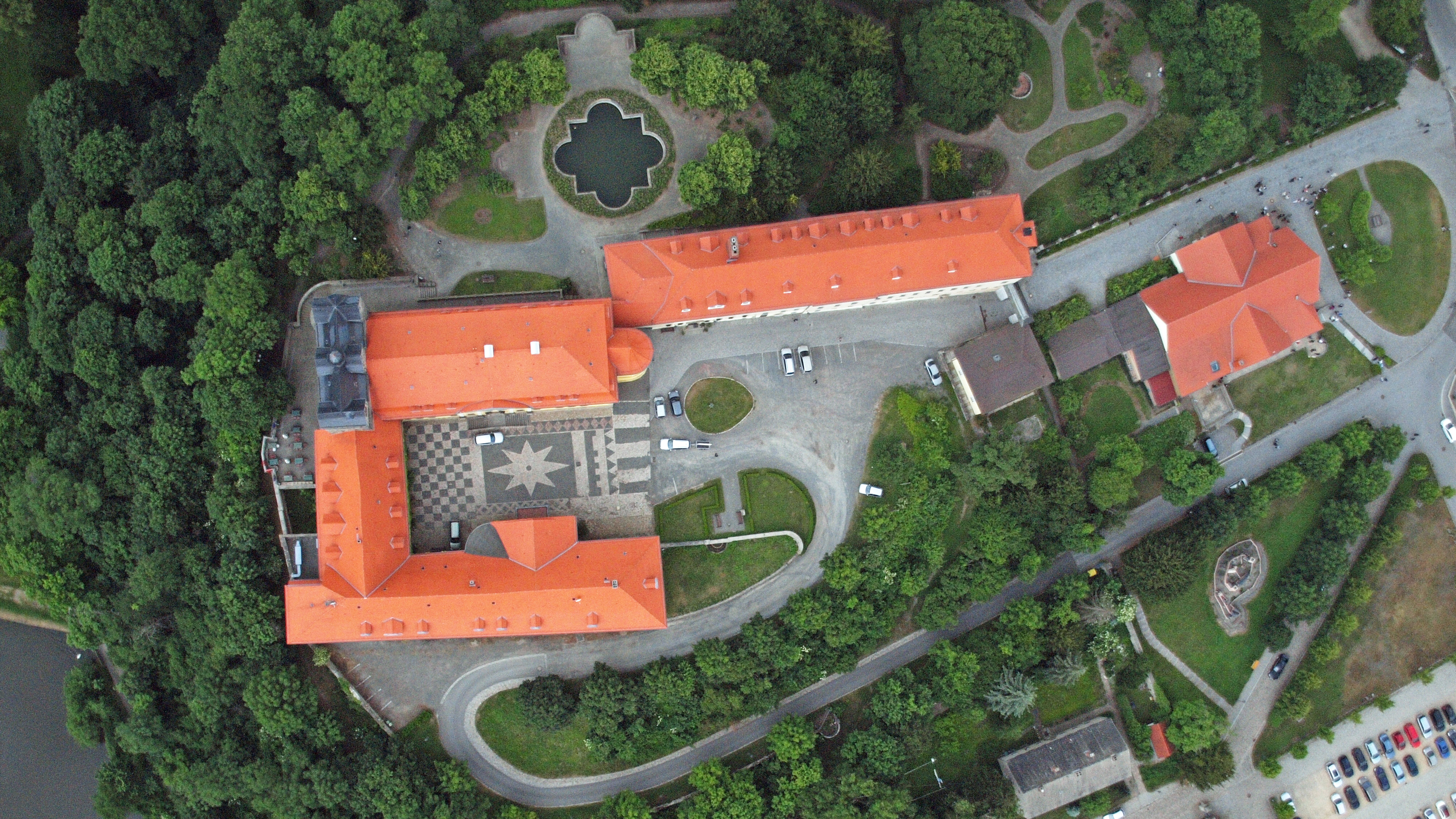
Schloss Ballenstedt in der Draufsicht

Das Schloss Ballenstedt ist ein barockes Residenzschloss in Ballenstedt in Sachsen-Anhalt.
Es war die Residenz der Fürsten von Anhalt-Bernburg und die Sommerresidenz der Herzöge von Anhalt, errichtet auf einer mittelalterlichen Burg- und Klosteranlage der Grafen von Ballenstedt (Askanier).

## Anlage

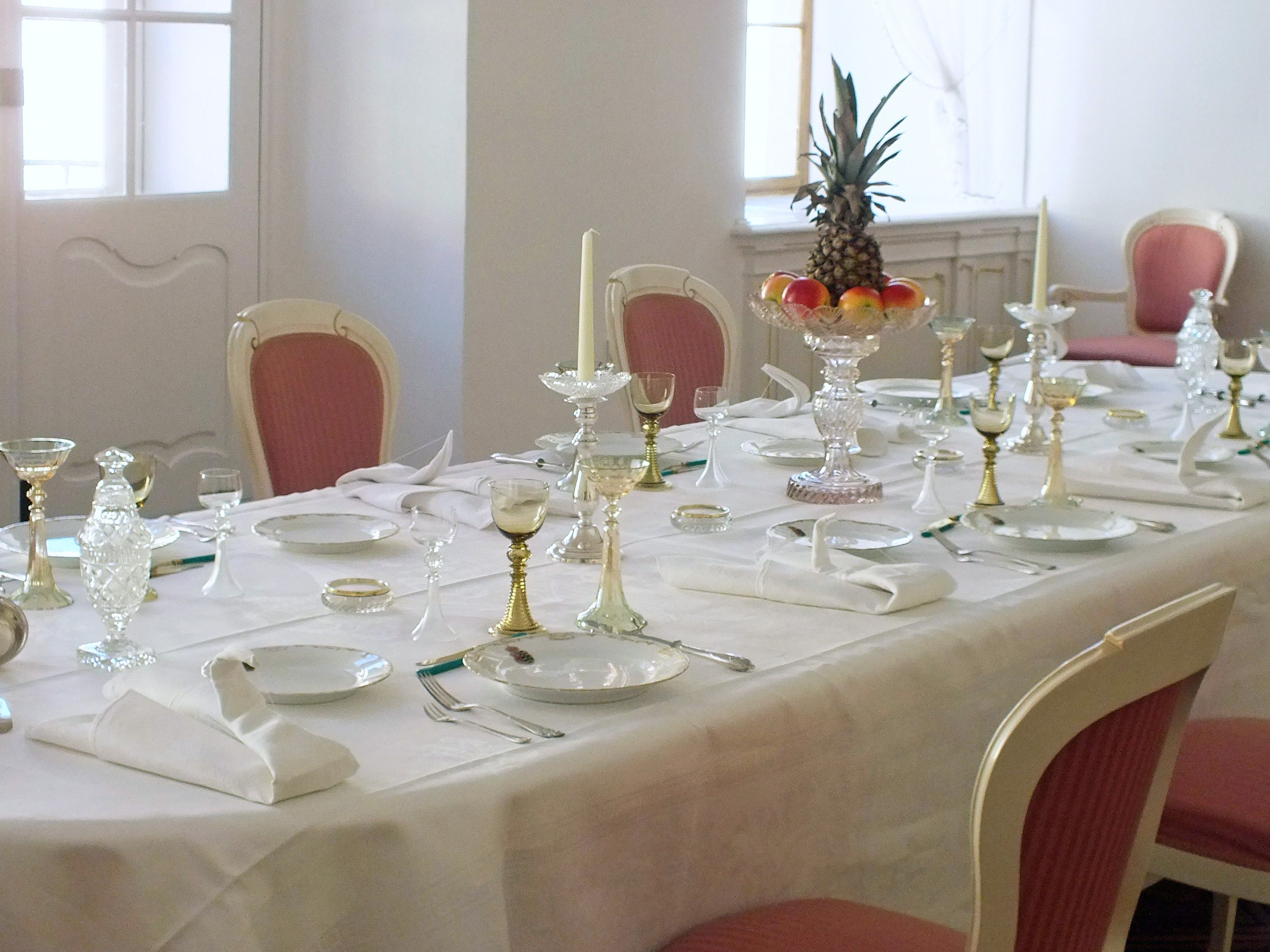
Festtafel im Weißen Saal
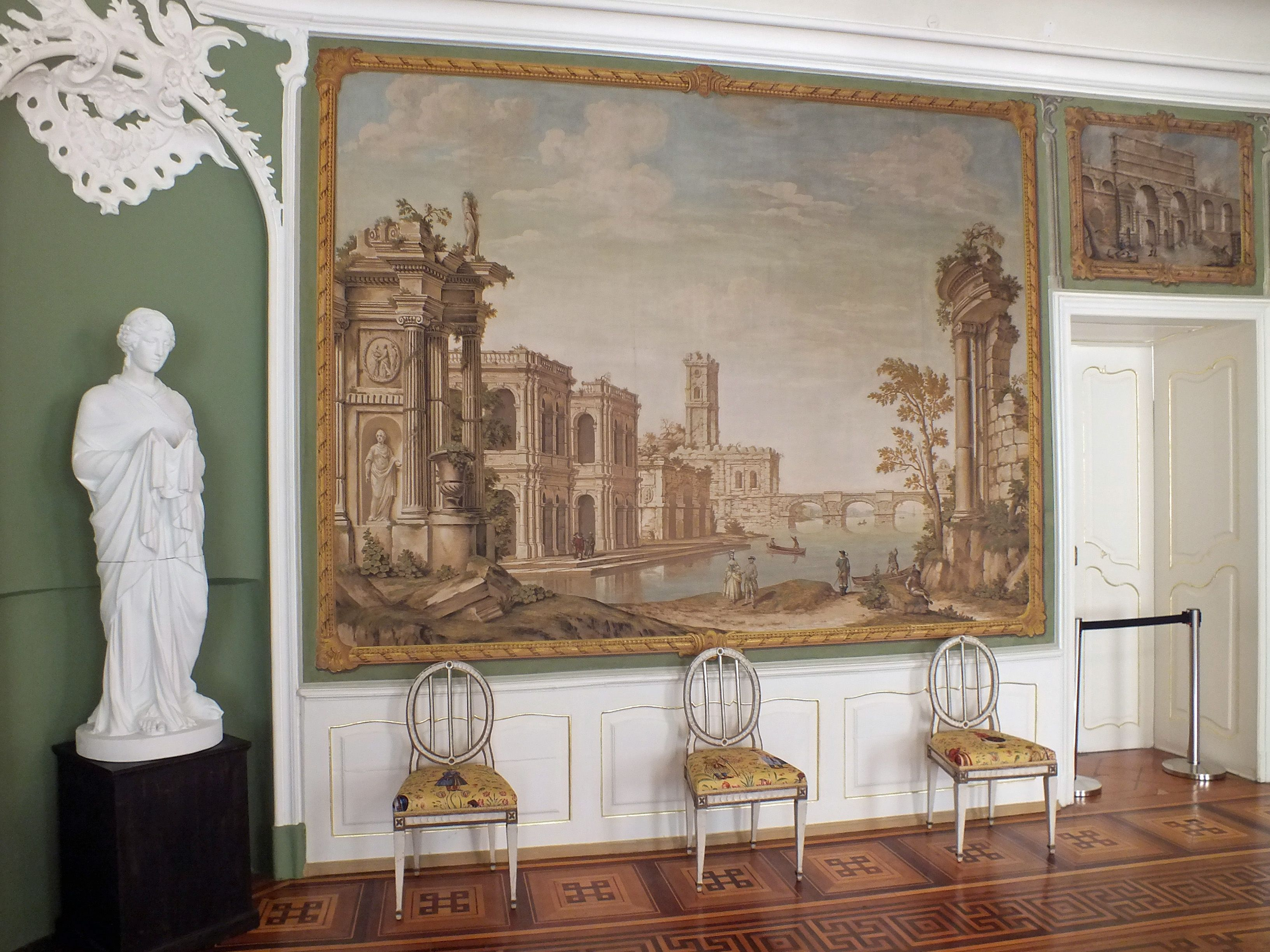
Römisches Zimmer
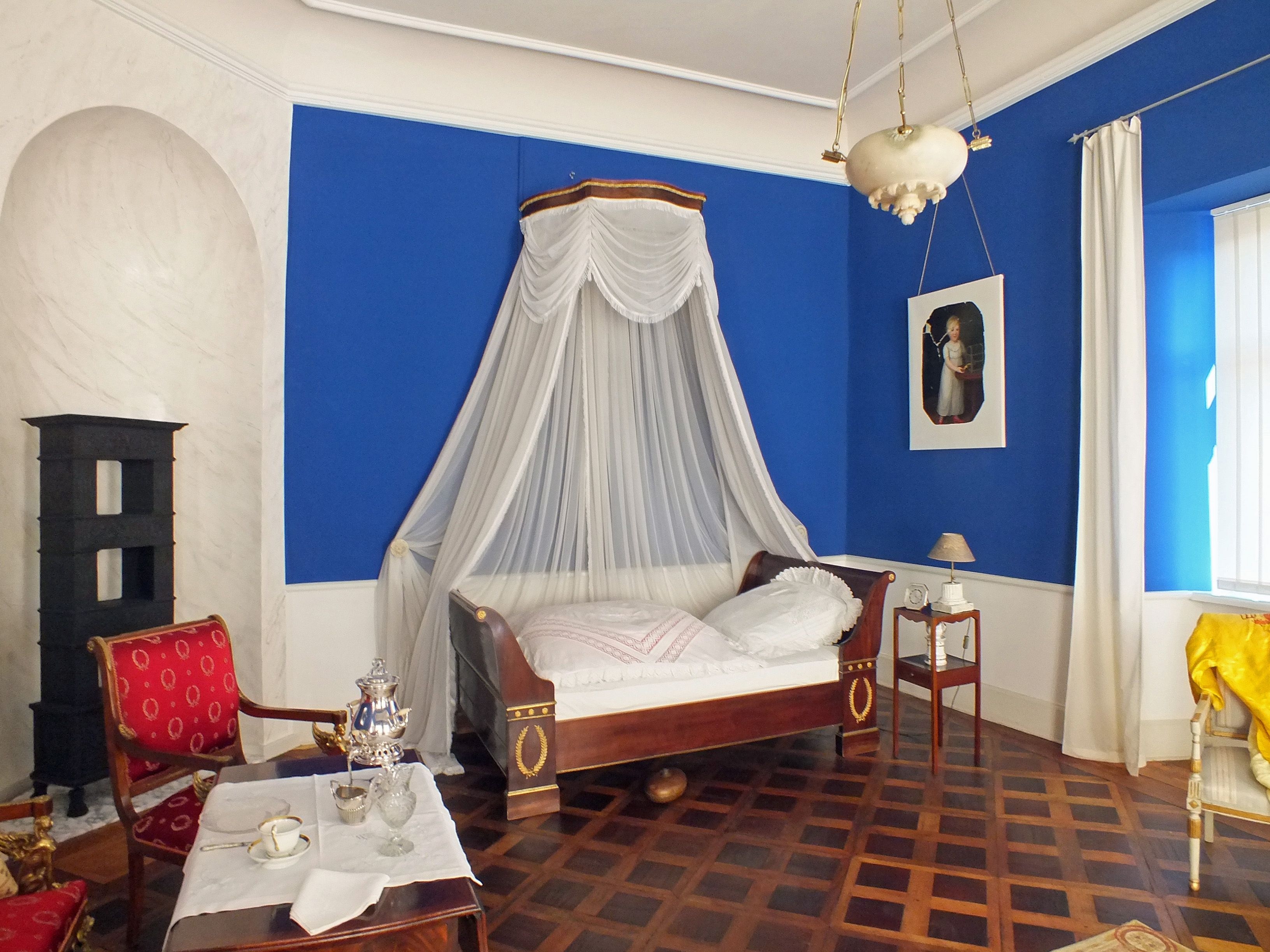
Schlafzimmer

Das Schloss ist eine barocke Dreiflügelanlage aus dem frühen 18. Jahrhundert auf einem Hügel am westlichen Ende der Stadt. Der zweigeschossige Nordflügel besitzt als westlichen Abschluss noch Reste des Westwerks der ehemaligen Klosterkirche mit dem Grabmal von Albrecht dem Bären, dem ersten askanischen Markgrafen von Brandenburg, und seiner Frau Sophie. Vom Hof her besitzt der Flügel an seiner Längsseite einen repräsentativen Eingang mit einer Freitreppe und vier Pilastern unter einem geschmückten Zwerchgiebel am Mansarddach. In diesem Flügel befindet sich über der Krypta der alten Klosterkirche als Saalbau die Schlosskirche aus der Mitte des 18. Jahrhunderts. Der Westflügel beherbergt im ehemaligen Remter des Klosters die Schlossgaststätte.

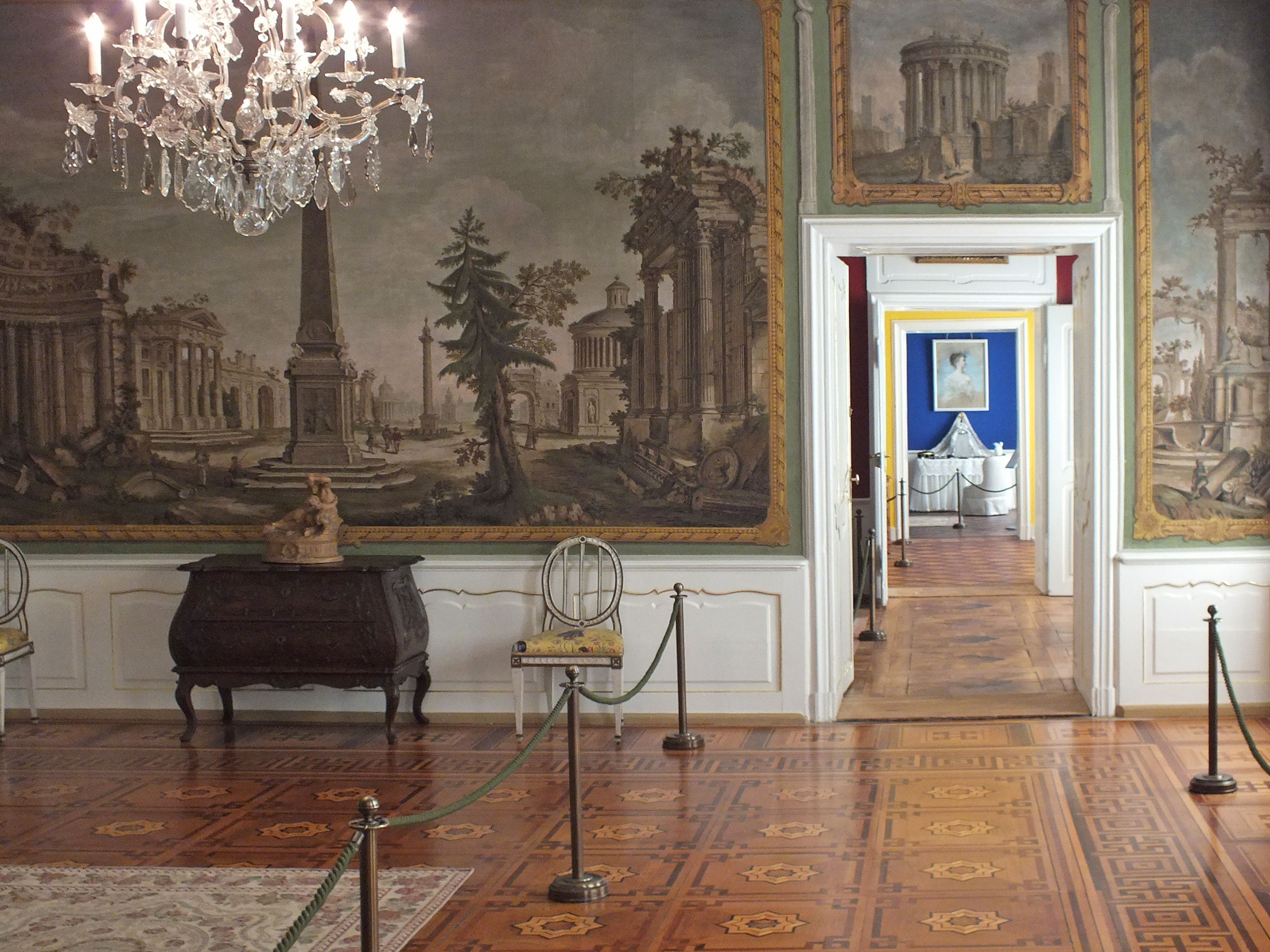
Zimmerflucht

Im zweigeschossigen, zum Hang dreigeschossigen Südflügel ist im Erdgeschoss die Ausstellung Die frühen Askanier untergebracht. Im Obergeschoss wurde 2018, kuratiert von Carl Ludwig Fuchs, die Dauerausstellung Höfisches Wohnen eröffnet. In acht Räumen wird die Lebens- und Wohnsituation der Askanierfamilie zwischen 1860 und 1945 rekonstruiert, darunter Musikzimmer, Arbeitszimmer, Schlafzimmer, Festsaal usw. sowie auch das so genannte Römische Zimmer. Außerdem findet sich im Südflügel eine kleine Ausstellung mit Arbeiten des Stecklenberger Holzkünstlers Werner Müller.
An den Nordflügel schließt sich, etwas versetzt, der Nordostflügel an, der das Filmmuseum Schloss Ballenstedt enthält.
Zum Schlossensemble gehören außerdem das ehemalige Jagdzeughaus, das heute unter dem Namen Großer Gasthof als Hotel genutzt wird, das Schlosstheater, der Marstall (heute Café und Seniorenwohnpark) sowie der Schlosspark.

## Geschichte

### Burg mit Kloster

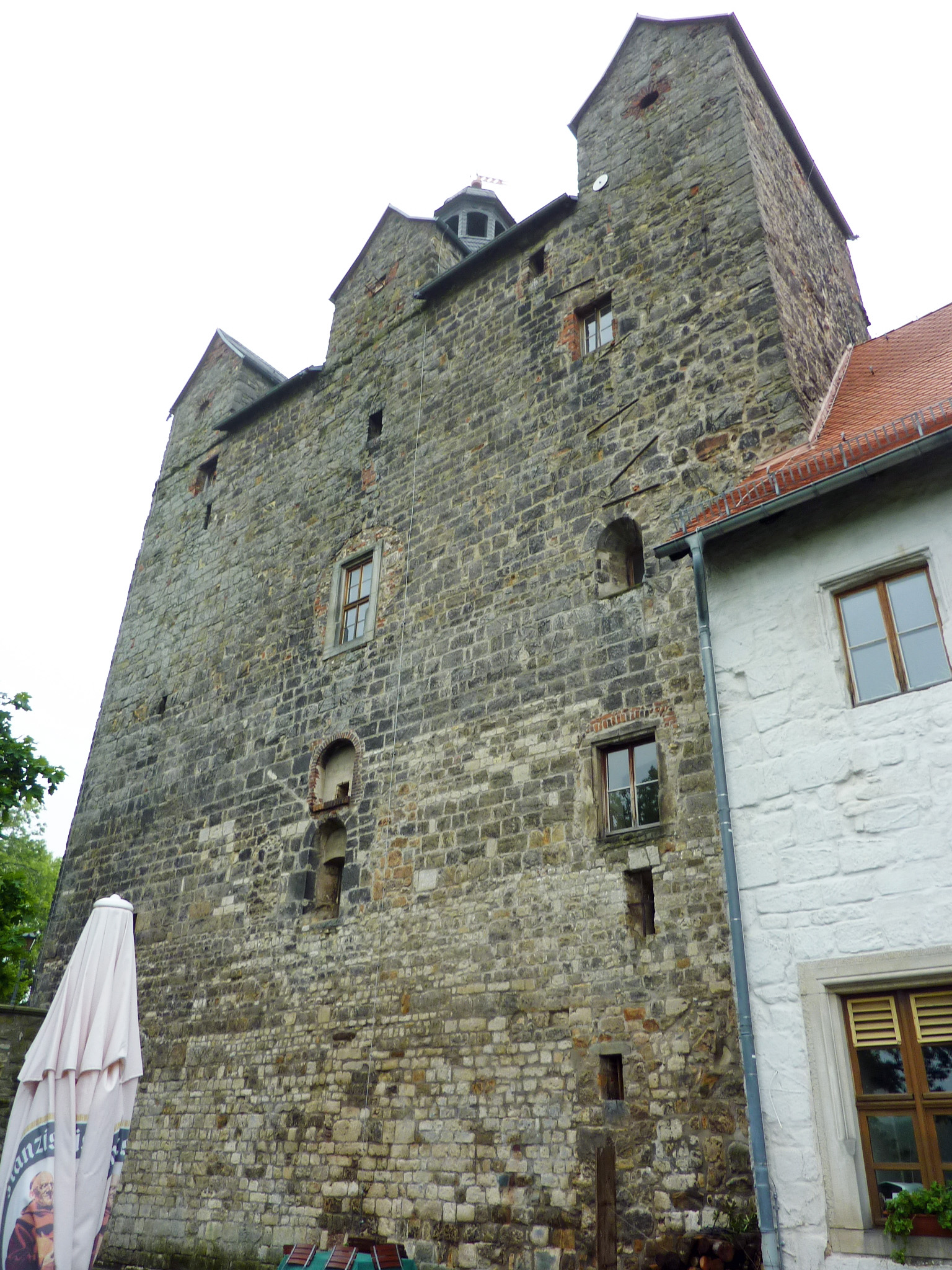
Westwerk
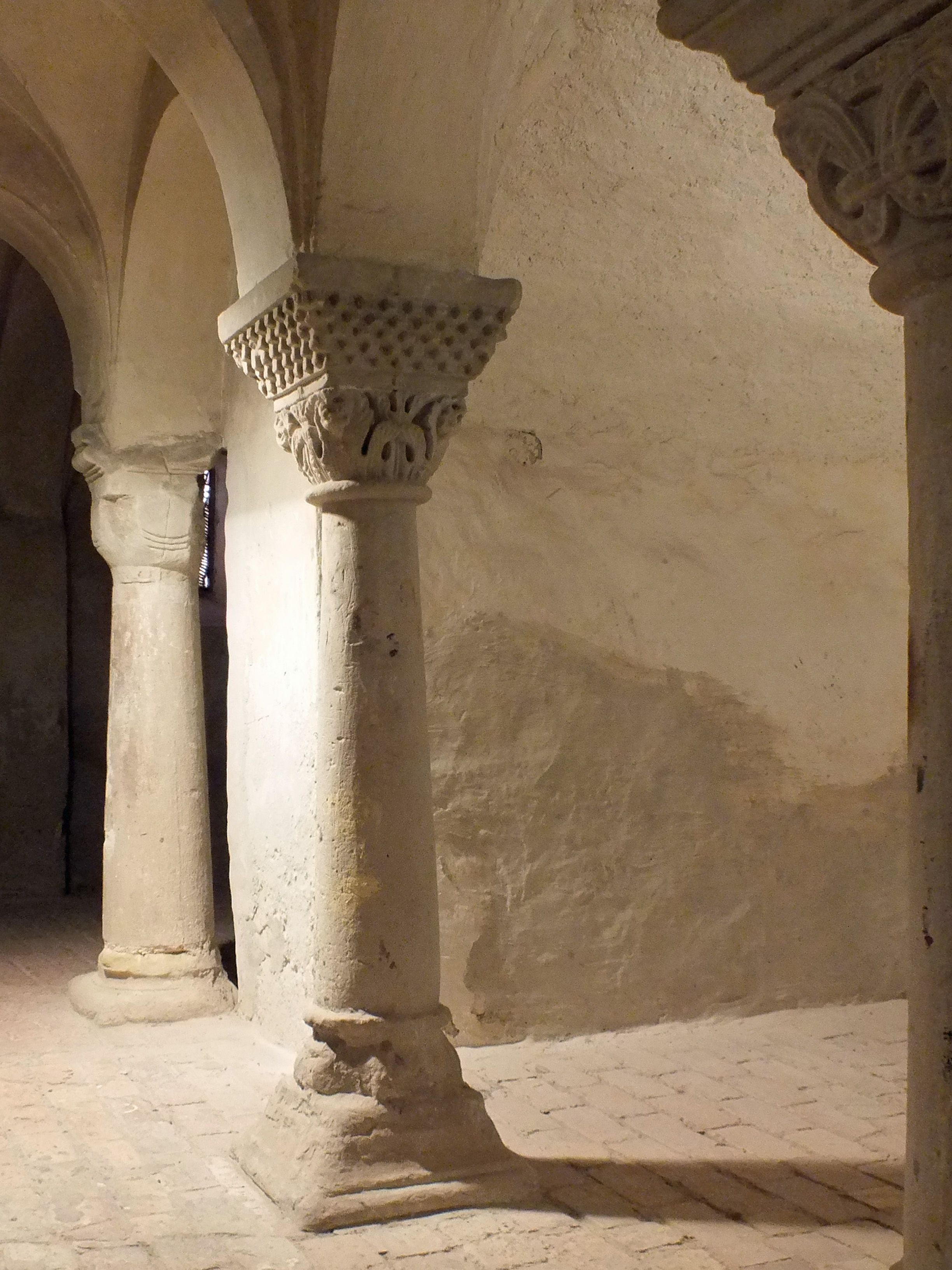
Krypta

Die Anfänge der Burg sind nicht bekannt, archäologische Befunde zur Gründungszeit gibt es nicht. 1043 gründete Graf Esico in seiner Burg ein Kollegiatstift St. Pankratius und Abundus. Dieses wurde danach dem Benediktinerkloster Nienburg als Propstei unterstellt und um 1123 von Graf Otto dem Reichen und seinem Sohn Albrecht dem Bären in ein Benediktinerkloster umgewandelt. Bis etwa 1140/45 war die Burg wahrscheinlich Hauptwohnsitz von Albrecht.
Über die weitere Entwicklung von Burg und Kloster gibt es nur wenige historische Nachrichten, beide scheinen nur noch eine geringe Bedeutung in der Umgebung gehabt zu haben. Im späten 15. Jahrhundert wurden sie von Raubrittern geplündert.
1525 wurde das Kloster während des Bauernkrieges niedergebrannt und daraufhin vom Abt und dem Konvent dem Fürsten Wolfgang von Anhalt überschrieben.

### Barockes Schloss

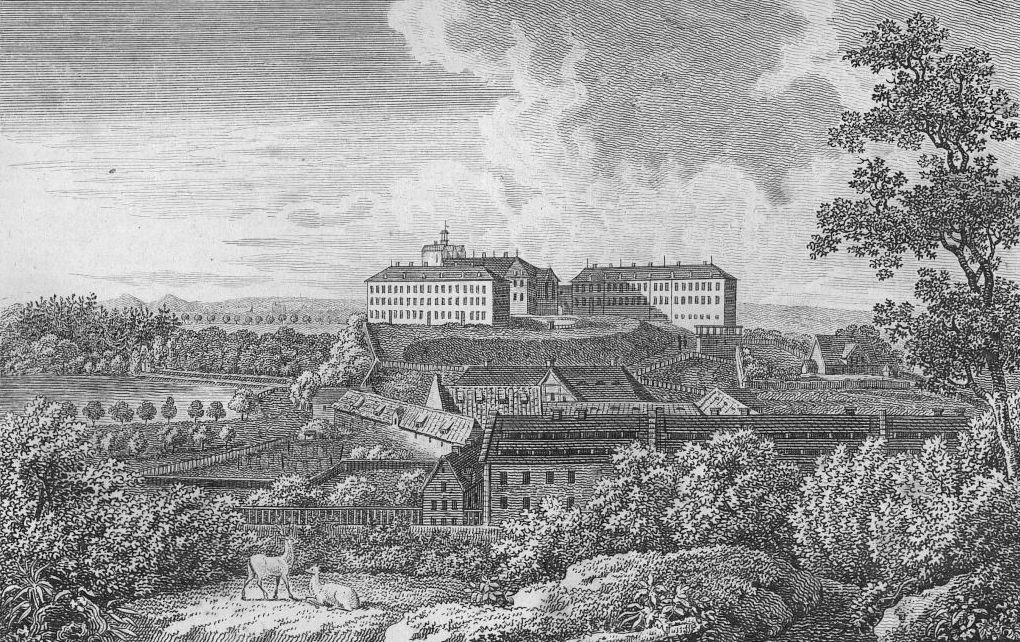
Schloss Ballenstedt, 1837

Neben dem Wiederaufbau des Westflügels wurde in den Jahren zwischen 1627 und 1675 die Klosterkirche erneuert. Während des Dreißigjährigen Krieges wurde das Land jedoch stark mitgenommen, auch das Schloss wurde mehrfach besetzt und ausgeplündert. Erst Jahrzehnte später, zu Beginn des 18. Jahrhunderts, konnte das Schloss weiter ausgebaut werden. Fürst Victor Amadeus von Anhalt-Bernburg ließ den Südflügel des Schlosses, sowie Gebäudeteile längs der Auffahrt zum Schloss errichten. Unter Fürst Victor Friedrich, seinem Sohn, wurde das Schloss zur Jagd- und Sommerresidenz. Die Klosterkirche wurde 1748 abgerissen. An ihrer Stelle wurde unter Leitung des Braunschweiger Landbaumeisters Martin Peltier der architektonisch markante Nordflügel errichtet. Im Westen des Nordflügels lagen die Gemächer der Fürsten, im Osttrakt fand die neue Schlosskirche ihren Platz in einem rechteckigen Emporensaal.
Fürst Victor Friedrichs Erbe, Friedrich Albrecht, verlegte 1765 seine Residenz endgültig von Bernburg an der Saale nach Ballenstedt. In dieser Zeit wurde der Südflügel zum standesgemäßen Wohnsitz umgestaltet. Es entstand die oben beschriebene Zimmerflucht mit dem „Weißen Saal“ und dahinter liegender, von Rocaille-Stuckdecken gezierter Enfilade sowie das Römische Zimmer, das von dem Berliner Prospektenmaler Johann Fischer Leinwandbespannungen mit Darstellungen römischer Ruinenszenen in Anlehnung an Piranesi erhielt. Auch wurde der angrenzende Schlosspark angelegt (52 ha groß).

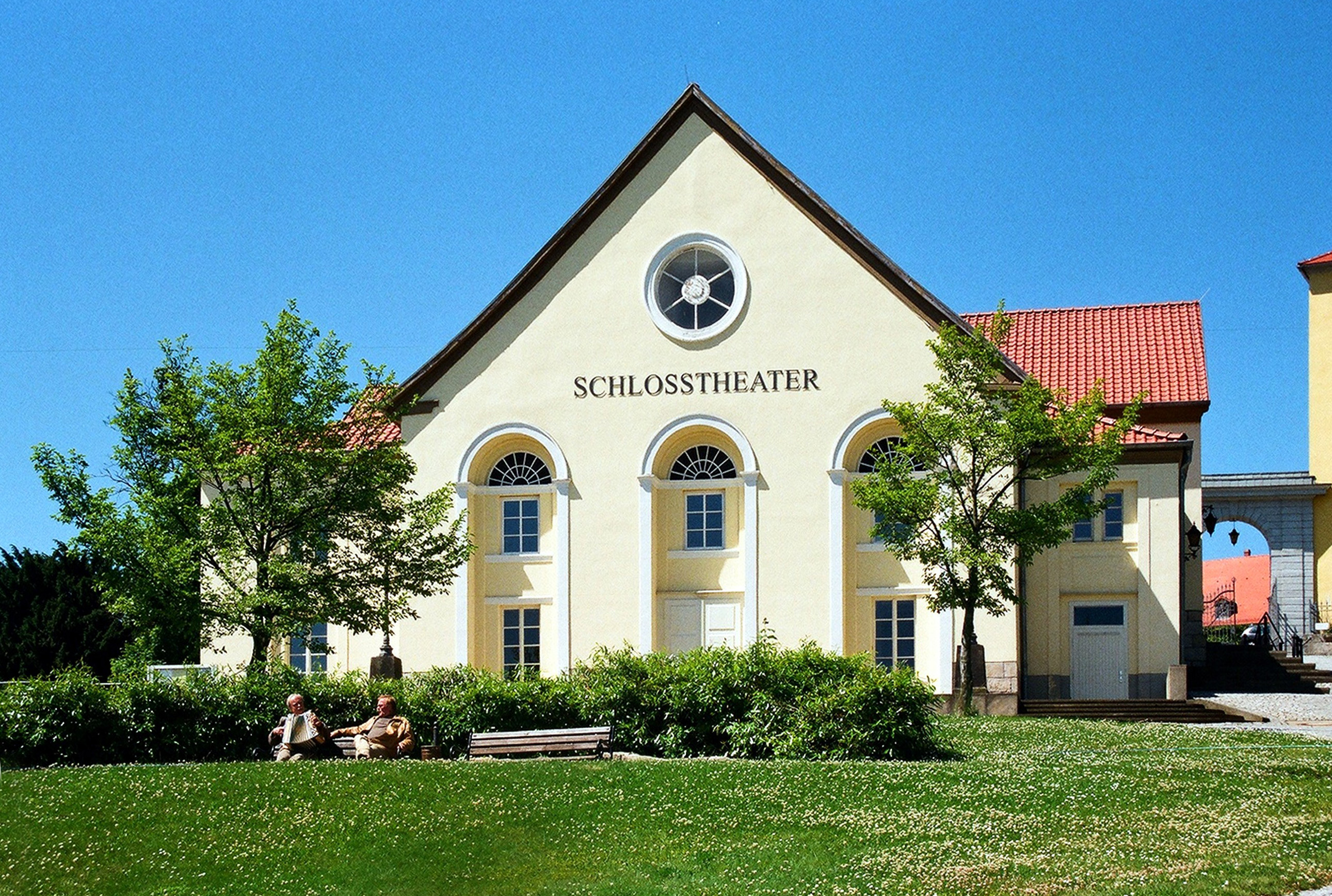
Schlosstheater
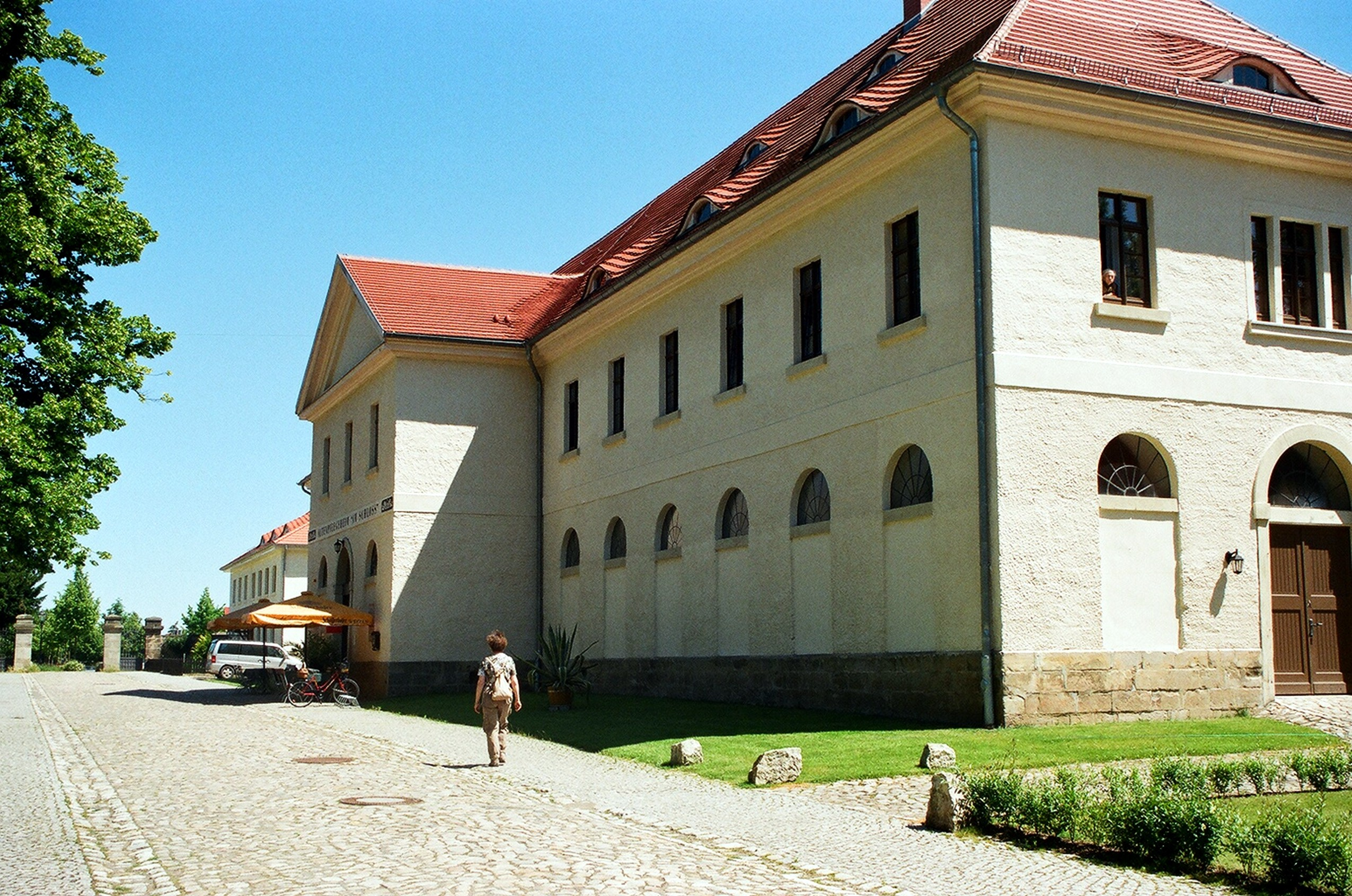
Ehemaliger Marstall
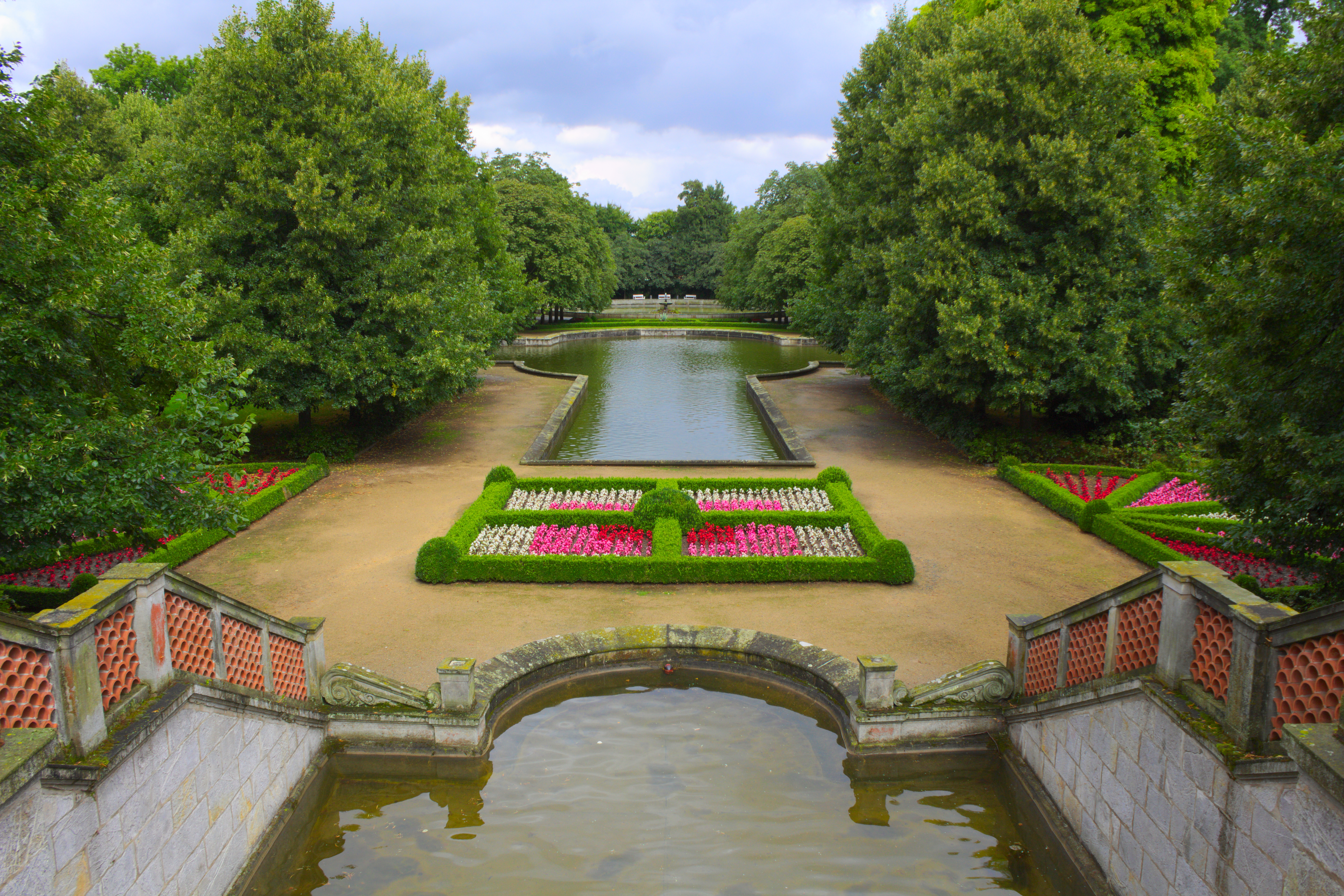
Schlosspark

Das Schlosstheater wurde 1788 vor dem Schlosshof errichtet. Zu Beginn des 19. Jahrhunderts wurde der Nordostflügel bis zum Schlosstor verlängert. 1810 wurde der klassizistische Marstall errichtet. Der Schlosspark wurde 1859 von Peter Joseph Lenné zu einem italienischen Terrassengarten umgestaltet. Nach dem Erlöschen der Bernburger Linie der Askanier im Jahr 1863 (Tod von Alexander Carl) ging der gesamte Besitz an die Dessauer Linie über, die es zeitweise als Residenz oder auch nur als Jagdschloss nutzte. Der Südflügel wurde bis 1902 als Witwenresidenz genutzt.

### Nach 1918
Im Gefolge der Novemberrevolution 1918 verkündete Prinzregent Aribert von Anhalt am 12. November 1918 den Thronverzicht des herzoglichen Hauses. Dennoch blieb das Ballenstedter Schloss weiterhin Privatwohnsitz der Familie. Nach Ende des Zweiten Weltkrieges 1945 wurde die Familie von Anhalt vom Schloss vertrieben und enteignet. Joachim Ernst von Anhalt wurde von den Sowjets im Konzentrationslager Buchenwald interniert, wo er auch verstarb.
In der Zeit ab 1949 wurde auf dem Schloss eine Forstfachschule eingerichtet, was zu einigen Umbauten und Zerstörungen der ursprünglichen Bausubstanz führte. So wurde die romanische Schlosskapelle am Ostende des Nordflügels zerstört, und es gab Verluste der reichen Innenausstattung des Schlosses.

### Nach der Wende
Nach der Wiedervereinigung kam die Stadt Ballenstedt in den Besitz des Schlosses, was im Streit erfolgte. Eduard Prinz von Anhalt, der jüngste Sohn Joachim Ernsts von Anhalt, des letzten Herzogs von Anhalt, hatte versucht, das Schloss und die von der DDR an die Bundesrepublik übergegangenen Ländereien zurückzubekommen, was nicht gelang. Seitdem hat die Stadt das Schloss Stück für Stück wieder seinem ursprünglichen Aussehen angepasst. Die Schlossanlage dient heute als Kulturzentrum mit Galerie- und Veranstaltungsräumen.

## Großer Gasthof
Fürst Victor Friedrich ließ 1732–1733 an der Südseite des Schlosses ein Jagdzeughaus errichten, welches zur Aufbewahrung allerlei Jagdgerätes für seine Parforcejagden benötigt wurde. Es entstand ein imposantes dreigeschossiges Gebäude, auf dessen Giebel ein Relief mit zwei Hirschen und Jagdgerät seinen Bestimmungszweck kundtat. Es gab Wohn- und Logisräume für die Bediensteten und Gäste der Parforcejagden. Jagdwaffen und eine Vielzahl von Jagdutensilien wie Tücher, Fang- und Prellnetze, Pferdegeschirre, Jagdhörner und mehr mussten untergebracht werden. Im Hof entstanden ein Holzlager, Pferdeställe und Hundezwinger für die Meute.

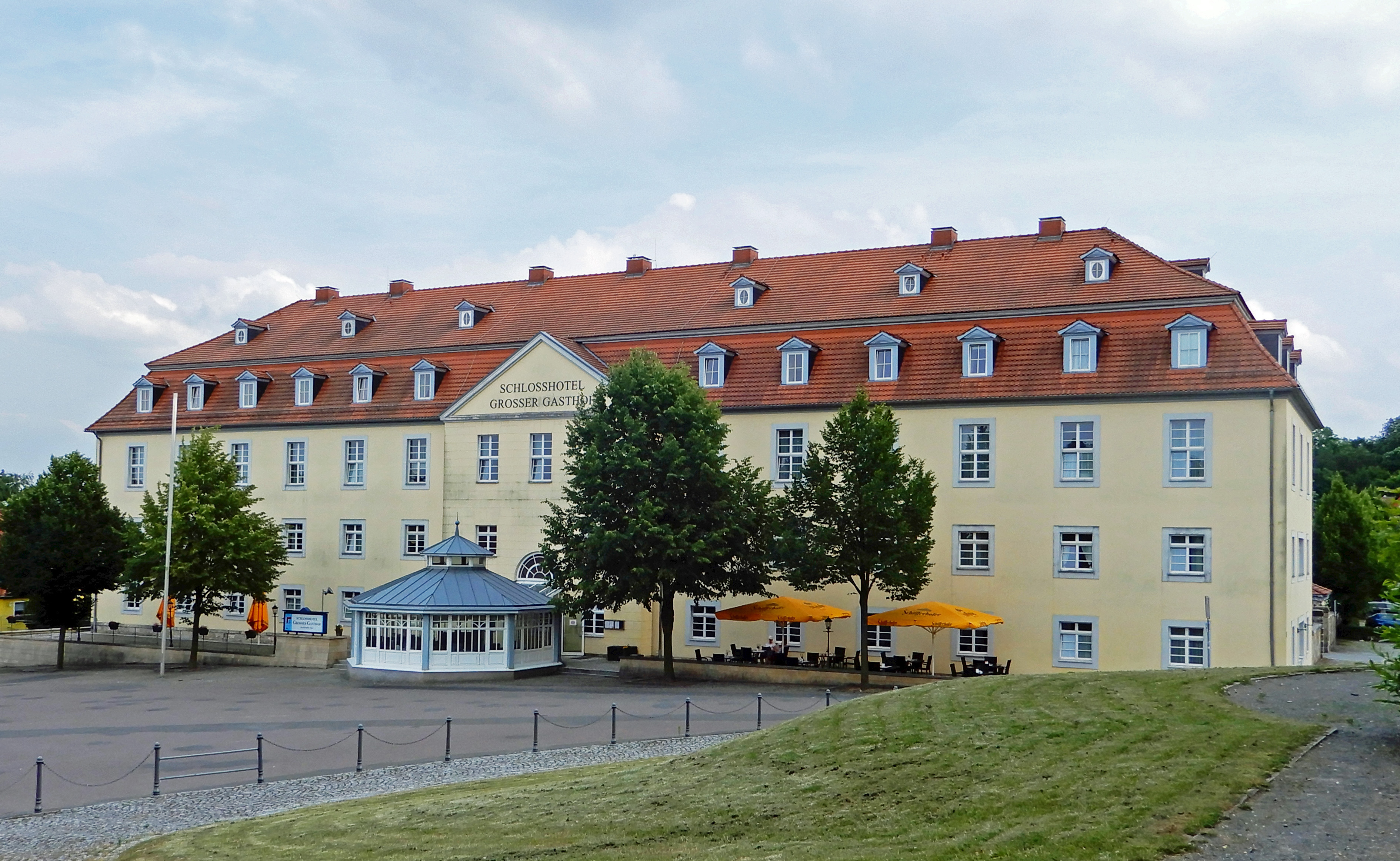
Der Große Gasthof

Friedrich Albrecht ließ 1765 das Jagd- und Zeughaus zum „Großen Gasthof“ umbauen. Der von der Umgestaltung beauftragte wallonische Baumeister Martin Peltier de Belfort baute den Redoutensaal – einen runden Saal mitsamt einer in Rundbögen geöffneten Galerie auf dorischen Holzsäulen – ein. Somit entwickelte sich der „Große Gasthof“ immer mehr zum Zentrum des höfischen Lebens der Residenzstadt Ballenstedt. Seit 1791 ist die Bewirtschaftung des „Großen Gasthofes“ nachweisbar. Aufgrund des schlechten baulichen Zustandes wurde das Gebäude 1995/1996 abgerissen und bis 1997 durch die Ferdinand-Lentjes-Holding als Hotel neu errichtet. Im Jahr 2001 übernahm die niederländische Van-der-Valk-Gruppe den Betrieb und veräußerte das Hotel im Juli 2021 an die Agora Invest GmbH. Als Teil der Bernstein Hotels & Resorts ist das Hotel heute unter dem Namen „Bernstein Schlosshotel Ballenstedt“ bekannt.

## Jagdschloss Röhrkopf

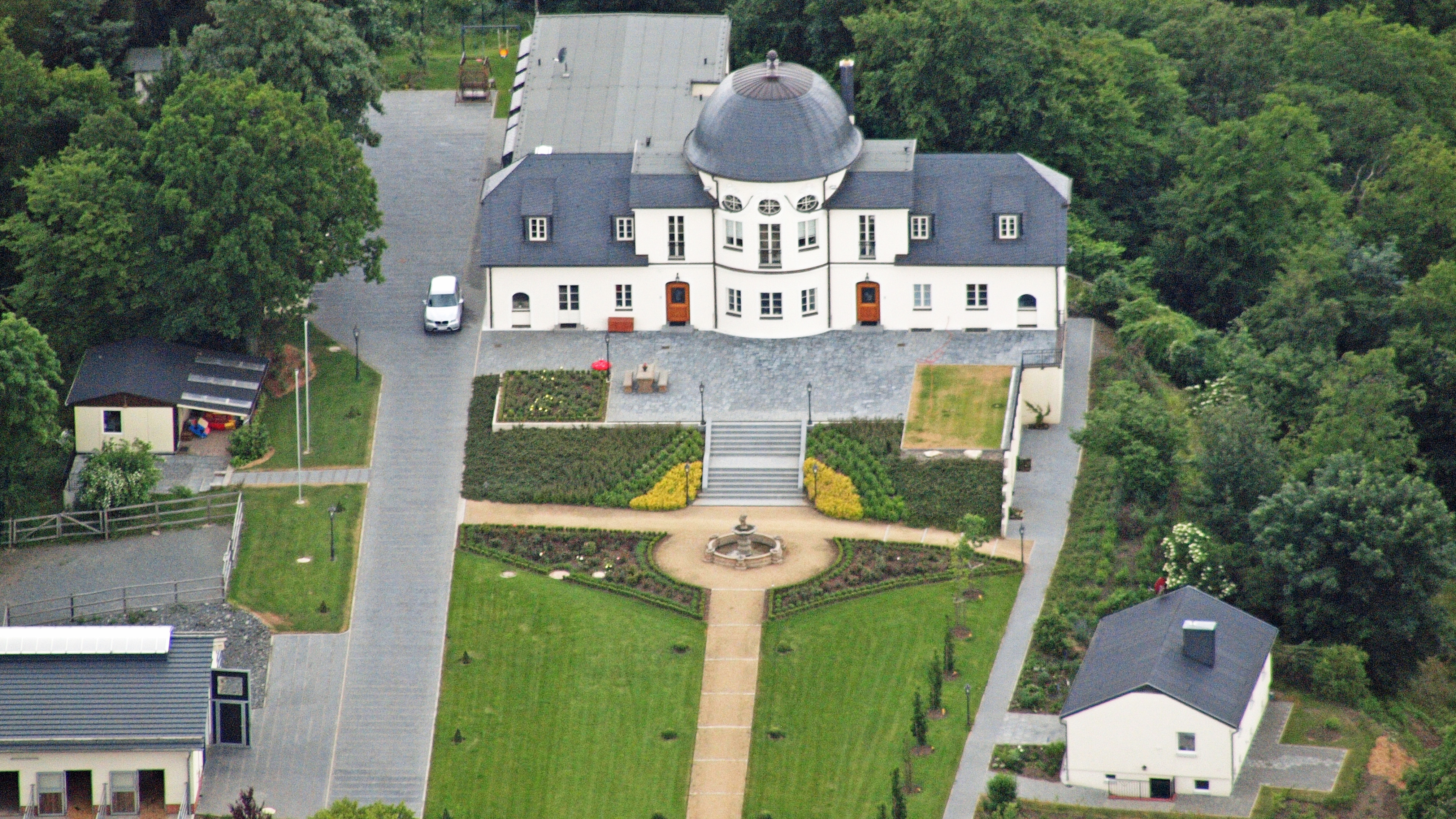
Jagdschloss Röhrkopf

Einen Kilometer südwestlich des Schlossparks steht das Jagdschloss Röhrkopf ⊙ im Rokokostil, gebaut nach Plänen von Martin Peltier de Belfort. Nach der Wende erwarb Eduard Prinz von Anhalt das Jagdschloss von der Treuhand. Lange hatte allerdings die Stadt Ballenstedt auf ihr Vorkaufsrecht gepocht, das schließlich gerichtlich abgewiesen wurde. Das Jagdschloss wurde 2013 an eine Privatperson verkauft und saniert.